# Парламентська асамблея ГУАМ
Парламентська асамблея ГУАМ (англ. GUAM Parliamentary Assembly) - міжпарламентський орган парламентів країн що входять до Організації за демократію і економічний розвиток – ГУАМ: Азербайджанської Республіки, Грузії, Республіки Молдова й України, створена  23 вересня 2004 року у  м. Києві  з метою:
- зміцнення принципів демократії і верховенства права, забезпечення поваги основних прав і свобод людини, розвитку ринкової економіки в країнах ГУАМ;
- активізації дружніх відносин і співробітництва між парламентами країн ГУАМ;
- сприяння соціально-економічному розвиткові, торгово-економічних зв'язків, ефективному використанню транспортно-комунікаційних магістралей;
- зміцнення  регіональної безпеки, боротьби з міжнародним тероризмом, організованою злочинністю і незаконним обігом наркотиків;
- поглиблення співпраці  в  області науки, культури і гуманітарній сфері;
- розвитку  правової  бази співробітництва  в рамках ГУАМ;
- сприяння взаємодії парламентаріїв країн – учасниць ГУАМ у різних структурах міжпарламентської взаємодії.

## Структура
Парламентську асамблею ГУАМ складають члени національних парламентів.  Асамблея проводить свої сесії один раз на рік.  
Офіційними мовами Парламентської асамблеї є англійська і російська.
Взаємини між Парламентською асамблею ГУАМ і іншими органами ГУАМ базуються на положеннях Ялтинської Хартії ГУАМ  від 7 червня 2001 року.
Рішення Парламентської асамблеї приймаються консенсусом у формі:  резолюцій;  рекомендацій  Раді Міністрів закордонних справ  країн – учасниць ГУАМ;  директив робочим органам Асамблеї.
Робочими органами Парламентської асамблеї є Бюро Асамблеї і Комітети Асамблеї.
Бюро Асамблеї  складається з голів національних парламентських делегацій.  
Парламентська асамблея має комітети: 1) Комітет з політичних і правових питань; 2) Комітет з торгово-економічних питань; 3) Комітет з питань науки, культури й освіти; 4) Комітет з регіональної безпеки.

## Постійна делегація Верховної Ради України у Парламентській асамблеї ГУАМ
До Постійної делегації Верховної Ради України 8-го скликання у Парламентській асамблеї ГУАМ входять: Матвієнко Анатолій Сергійович (голова) ; Крулько Іван Іванович (заступник голови); Маркевич Ярослав Володимирович (заступник голови); Карпунцов Валерій Віталійович; Масоріна Олена Сергіївна; Медуниця Олег Вячеславович; Нечаєв Олександр Ігоревич; Фріз Ірина Василівна; Палагусинець Олександра В'ячеславівна (Секретар Постійної делегації, Управління забезпечення міжпарламентських зв'язків Апарату Верховної Ради України); Терещенко Валентина Борисівна (Заступник секретаря Постійної делегації, Секретаріат Комітету у закордонних справах).  [Архівовано 20 червня 2017 у Wayback Machine.]

## Історія Парламентської асамблеї ГУАМ
18 травня 2004 року в Страсбурзі на зустрічі глав парламентів держав-учасниць ГУУАМ було наголошено на важливості подальшого розширення парламентського співробітництва в рамках ГУУАМ. 
23 вересня 2004 року в м. Києві відбулося установче засідання Парламентської асамблеї ГУАМ, в ході якого були підписані Декларація про створення Парламентської асамблеї ГУАМ і прийняті її Правила процедури.
На другому засідання Парламентської асамблеї 28 травня 2005 року у, м Ялта були створені три комітети: політичний; торгово-економічний; з питань науки, культури та освіти. Парламентарії, вітаючи підсумки Кишинівського Саміту глав держав ГУАМ, висловили готовність надати парламентську підтримку виконання рішень, спрямованих на зміцнення демократії, стабільності і безпеки в регіоні та висловили занепокоєння у зв'язку з сучасними загрозами демократичному розвитку держав ГУАМ, зокрема - існуючим неврегульованим конфліктам.
8 вересня 2005 року в рамках Другої Світової організації конференції голів парламентів в штаб-квартирі ООН в Нью-Йорку відбулося зустріч Голів парламентів держав-членів ГУАМ.
Третє засідання Парламентської Асамблеї ГУАМ і засідання комітетів ПА ГУАМ  відбулося 15 жовтня 2006 року в місті Кишиневі. 
18-19 червня 2009 року в Вільнюсі була підписана Декларація про співпрацю між Балтійської Асамблеєю та Парламентською Асамблеєю ГУАМ.
9 листопада 2009 року в Тбілісі відбулося четверте засідання Парламентської Асамблеї ГУАМ, було прийнято Комюніке і дві резолюції, зокрема - про формування делегації спостерігачів ПА ГУАМ на виборах Президента України.
10 листопада 2009 року в Тбілісі, Грузія, відбулося Спільне Засідання Парламентської Асамблеї ГУАМ і Балтійської Асамблеї, на якому була дана оцінка співпраці між двома асамблеями, схвалені керівні принципи для майбутньої співпраці.
26-28 листопада 2009 року в Вільнюсі, Литва, відбулося засідання Балтійської Асамблеї і Ради Міністрів Закордонних Справ, в якій взяла участь парламентська делегація ГУАМ. Були прийняті: спільна заява Парламентської Асамблеї ГУАМ і Балтійської Асамблеї і Декларація Балтійської Асамблеї про ситуацію в Грузії. Також було прийнято Декларацію Балтійської Асамблеї з приводу пропозицій, пов'язаних з вирішенням проблеми Нагірного Карабаху.
19-20 грудня 2012 року в Баку відбулося п'яте засідання Парламентської Асамблеї ГУАМ, на якому були обговорені питання: Процеси євроінтеграції в державах-членах ГУАМ: співпраця в рамках Програми Східного Партнерства; Роль багатостороннього міжпарламентського співробітництва в забезпеченні регіональної і міжнародної безпеки; Роль регіональних і міжнародних організацій в розвитку міжрегіонального співробітництва; Енергетичний потенціал регіону ГУАМ і участь держав-членів Організації в забезпеченні енергетичної безпеки Європи; Гуманітарний і науково-технічне співробітництво між державами-членами ГУАМ.
2-3 грудня 2013 року в Тбілісі, Грузія, відбулося Шосте засідання Парламентської Асамблеї ГУАМ.
10-11 листопада 2014 року в Кишиневі, Республіка Молдова, відбулося Сьоме засідання Парламентської Асамблеї ГУАМ.
11 грудня 2015 року в Києві, Україна, відбулося Восьме засідання Парламентської Асамблеї ГУАМ.
Дев’яте засідання Парламентської асамблеї ГУАМ відбулося 14-15 грудня 2016 р. в  м. Баку, Азербайджанська Республіка. [Архівовано 29 вересня 2017 у Wayback Machine.]